# Robert Michel (Künstler)
Robert Michel (* 27. Februar 1897 in Vockenhausen; † 11. Juni 1983 in Titisee-Neustadt) war ein deutscher Typograf, Grafiker, Werbegrafiker, Architekt und zu Beginn seiner Karriere Testpilot.

## Leben und Werk
Robert Michel stammte aus einer seit 1800 in Vockenhausen ansässigen Fabrikantenfamilie, die sich über die Gerberei auf das Herstellen von (Schwarz-)Farben spezialisierte und nach und nach alle Mühlen des Ortes erwarb. Er besuchte nach der Volksschule von 1908 bis 1914 das Institut Garnier in Friedrichsdorf im Taunus und beabsichtigte, Maschinenbauingenieur zu werden. Seine Begeisterung für die noch junge Fliegerei brachte ihn 1912 in Darmstadt in Kontakt mit dem Flugpionier August Euler. 1914 war er in der Flugzeugfirma Gothaer Waggonfabrik und in der Flugzeugwerft Hannover tätig. Bei Kriegsbeginn meldete er sich als Freiwilliger zu den Fliegern und machte 1915 an der Herzog Carl Eduard-Militärfliegerschule in Gotha sein Pilotenexamen. Danach diente er in der Gothaer Waggonfabrik als Versuchspilot, bis er 1917 mit einer in Brand geratenen „Gothaer Taube“ abstürzte und schwere Verletzungen erlitt.
Nach seiner Genesung wandte er sich der darstellenden Kunst zu. In der „Hochschule für Bildende Künste“ in Weimar lernte er in der Zeichenklasse von Walther Klemm seine spätere Frau Ella Bergmann kennen. Sie wandten sich erfolglos gegen die nach ihrer Ansicht verstaubten Lehrmethoden, verließen die Schule und arbeiteten ab Winter 1918/19 freischaffend in eigenen Ateliers. Im April 1919 stellte Walter Gropius ihre Collagen gemeinsam mit Werken von Johannes Molzahn und Karl-Peter Röhl zur Eröffnung des Weimarer Bauhauses aus. Ella Bergmann und Robert Michel heirateten im Oktober 1919. 1920 kamen ihr Sohn Hans, der ein bedeutender Grafiker und Grafikdesigner wurde, und 1927 Tochter Ella zur Welt. Beide Künstler arbeiteten 1920 für kurze Zeit am Bauhaus, verließen jedoch Weimar bald darauf wieder, da für sie der Lehrbetrieb dort zu akademisch und zu sehr von dogmatischen Richtungskämpfen bestimmt war.
Robert Michel zog sich mit seiner Frau Ella Bergmann-Michel und Sohn Hans in den Taunus in seinen Geburtsort Vockenhausen (heute Teil der Stadt Eppstein) in der Nähe von Frankfurt/Main zurück, wo er eine Farbenmühle („die Schmelz“) geerbt hatte, die er zu Ateliers für sich und seine Frau Ella Bergmann-Michel umbaute. Später nannte er das Anwesen „Heimatmuseum of Modern Art“.
Noch 1920 nahm er erstmals an Ausstellungen in Hannover, Leipzig und Köln teil. 1921 begegnete er Kurt Schwitters, der dem Künstlerpaar zeitlebens freundschaftlich verbunden blieb. 1924/1925 beschäftigte sich Robert Michel mit der Neugestaltung von Verkaufsläden in Frankfurt. Für das Neue Frankfurt von Ernst May war er damals in der Gestaltung von Leuchtreklamen tätig.
Michel gilt in der Fachwelt als Pionier der Bildcollage. Er orientierte sich stark an den Prinzipien des Dadaismus und Konstruktivismus, ebenso am Futurismus und zuweilen am Surrealismus. Das zum Beginn des 20. Jahrhunderts oft in der Kunst auftretende Maschine-Mensch-Problem findet sich häufig in Michels Collagen mit zahlreichen Elementen, die an Maschinen, Motoren, Zahnräder und mechanische Konstruktionen erinnern. Er war einer der ersten deutschen Künstler, der versuchte, Bewegungen, Räume und maschinelle Dispositionen als Thema in der Kunst zu etablieren. 1926 schuf er einige solcher Bilder für den Leiter der Gemäldeabteilung im Provinzialmuseum von Hannover, Alexander Dorner.
Ende der 1920er Jahre bildete er einen Freundeskreis mit Willi Baumeister, László Moholy-Nagy, Jan Tschichold und Kurt Schwitters. In seinem eigenen Werbe- und Architekturbüro in Frankfurt gründete er 1927 mit Kurt Schwitters, Friedrich Vordemberge-Gildewart, Max Burchartz, Willi Baumeister, Walter Dexel, Jan Tschichold, Cesar Domela, Ella Bergmann-Michel und anderen Künstlern den avantgardistischen und für die Entwicklung der Typografie des 20. Jahrhunderts bedeutenden „ring neuer werbegestalter“. Im Jahre 1928 nahm er mit seiner Frau an Ausstellungen in den USA teil. Mit ihr war er auch zur selben Zeit Mitglied im „Bund Das Neue Frankfurt“, in dem zahlreiche progressiv eingestellte Künstler, Grafiker, Architekten und Städteplaner vertreten waren. Vereinzelt war Michel auch selbst als Architekt tätig. So befinden sich in Vockenhausen noch ein von ihm entworfenes, inzwischen denkmalgeschütztes Wohnhaus und ein weiteres im Nachbarort Eppstein, beide im Bauhausstil.
Seit Mitte der 1920er Jahre gestaltete Michel Ladenumbauten, Giebelreklame und Werbegrafik in sachlichem und funktionellem, gleichwohl sehr ästhetischem Stil. 1933 erhielt er ein Ausstellungsverbot durch die Reichskulturkammer und löste sein Künstlerbüro auf. 1937 wurden in der Nazi-Aktion „Entartete Kunst“ nachweislich sechs seiner Arbeiten aus öffentlichen Sammlungen beschlagnahmt. Er zog sich in den Taunus zurück, wo er zeitweise ganz von der Forellenzucht lebte und die Kunst aufgab. Erst 1954 kehrte er zur künstlerischen Tätigkeit in seinem früheren Collagenstil zurück. 1963 war er wiederum mit Ella Bergmann-Michel in der Ausstellung „Pioniere der Collage“ in Leverkusen, danach 1968 in New York, 1970 in Paderborn und 1972 in London zu sehen. Seine Frau verstarb 1971, er selbst verbrachte seinen Lebensabend in Titisee im Schwarzwald, dem Wohnort seiner Tochter. Eine große Retrospektive veranstaltete das Sprengel Museum in Hannover im Jahre 1988 sowie gemeinsam mit seiner Frau im Jahre 2018.

## Sammlungen, Museen
Zahlreiche Arbeiten sind in der Städtischen Galerie am Abdinghof in Paderborn, der Geburtsstadt seiner Frau Ella Bergmann-Michel, sowie in der Grafischen Sammlung des Museums Wiesbaden zu sehen. Teile des Nachlasses des Künstlerpaares befinden sich im Sprengel Museum Hannover. Weitere Museen mit seinen Werken sind die folgenden:
- Deutschland: Sammlung Ludwig, Aachen
- Deutschland: Friedrich-Ebert-Stiftung, Bonn
- Deutschland: Hessisches Landesmuseum, Darmstadt
- Deutschland: Historisches Museum, Frankfurt am Main
- Deutschland: Sprengelmuseum, Hannover
- Deutschland: Staatliche Kunsthalle, Karlsruhe
- Deutschland: Städtisches Museum, Mainz
- Deutschland: Städtisches Museum Abteiberg, Mönchengladbach
- Deutschland: Städtische Galerie, Paderborn
- Deutschland: Klassik Stiftung Weimar, Abteilung Bauhausmuseum, Weimar
- Frankreich: Musée d'Arts de Nantes
- Portugal: Berardo Museum - Collection of Modern and Contemporary Art, Lissabon
- Schweiz: Fondation Gandur pour l'art, Genf
- UK, Hatton Gallery, Newcastle
- USA: Art Institute of Chicago, Chicago
- USA: The Cleveland Museum of Art, Cleveland
- USA: Helen Foresman Spencer Museum of Art, Lawrence, KS
- USA: Los Angles County Museum of Art, LACMA, CA
- USA: Yale University Art Gallery, New Haven
- USA, MoMA, New York

## 1937 als „entartet“ aus öffentlichen Sammlungen beschlagnahmte Werke
- Rheinufer (Druckgrafik; Städtisches Museum Mainz; vernichtet)
- Am Rhein (Druckgrafik; Städtisches Museum Mainz; vernichtet)
- Schöner Sommertag (Holzschnitt; Schlossmuseum Weimar; vernichtet)
- Zwei Figuren (Tuschzeichnung, 31 × 26 cm; Städtisches Museum Mainz. Nach 1945 sichergestellt und Stand September 2018 zur Restitution im Kulturhistorischen Museum Rostock)
- Familie (Druckgrafik; Städtische Bildergalerie Wuppertal-Elberfeld; vernichtet)
- Unter X-Strahlen (Zeichnung; Nassauisches Landesmuseum Wiesbaden; vernichtet)

## Ausstellungen
- Robert Michel. Gemälde, Zeichnungen, Graphik, Galerie von Garvens, Hannover, 1921
- Ella Bergmann-Michel, Robert Michel, Nassauischer Kunstverein, Wiesbaden, 1923
- Ella Bergmann-Michel, El Lissitzky, Robert Michel und Kurt Schwitters, Nassauischer Kunstverein Wiesbaden, 1925
- Ausstellungsbeteiligung, Ring neuer Werbegestalter, Kunstgewerbemuseum Köln 1928.
- Ausstellungsbeteiligung, „Arts Council at the Barbizon Hotel“ 1928 in den USA. Ab 1928 Wanderausstellungen mit der „Société Anonyme“, USA, 1928
- Ausstellungsbeteiligung, Neue Werbegrafik, Kunstgewerbemuseum Basel, 1930
- Ausstellungsbeteiligung, The Societé Anonyme Collection, Institute of Contemporary Art, Boston, 1949
- Pioniere der Bildcollage. Ella Bergmann-Michel und Robert Michel. Werke von 1917 bis 1962, Schloß Morsbroich, Leverkusen, 1963
- Ausstellungsbeteiligung, Werbegrafik 1920-1930, Göppinger Galerie, Frankfurt, 1963
- Ausstellungsbeteiligung, Cinquante Ans de Collage, Musée d’Art et d’Industrie, St. Etienne, 1964
- Ausstellungsbeteiligung, Collage, Städtische Galerie im Lenbachhaus, München, 1967
- Robert and Ella Bergmann-Michel. 50 Year Retrospective 1917-1967, Gallery Waddell, New York, 1968
- Ausstellungsbeteiligung, Von der Collage zur Assemblage, Institut für moderne Kunst, Nürnberg, 1968
- Ausstellungsbeteiligung, Collagen aus sechs Jahrzehnten, Kunstverein Frankfurt, Frankfurt, 1968
- Ausstellungsbeteiligung, Industrie und Technik, Wilhelm-Lehmbruck Museum, Duisburg, 1969.
- Ella Bergmann-Michel, Robert Michel. Collagen, Kunstverein Paderborn, 1970.
- Ella Bergmann-Michel Robert Michel Dokumentation aus der Geschichte der Collage von 1917-1970, Galerie Loehr, Düsseldorf, 1971
- Ella Bergmann-Michel, Robert Michel. Retrospective 1917-1966, Annely Juda Fine Art, London, 1972
- Ausstellungsbeteiligung, Rationale Spekulationen, Städtisches Museum Mönchengladbach, 1972
- Ausstellungsbeteiligung, Um 1930. Bild, Bau, Gerät, Von der Heydt-Museum, Wuppertal, 1972
- Ausstellungsbeteiligung, Der Konstruktivismus uns seine Nachfolge in Beispielen aus dem Bestand der Staatsgalerie Stuttgart und ihrer graphischen Sammlung, Staatsgalerie, Stuttgart, 1974
- Robert Michel/Ella Bergmann-Michel, Retrospektive, Kunsthalle Hamburg, 1974
- Ella Bergmann-Michel, Robert Michel. Collagen, Zeichnungen 1917-1966, Galerie Bargera, Köln 1974
- Robert Michel. Pionier der konstruktiven Collage, Galerie Skulima, Berlin, 1977
- Ella Bergmann-Michel und Robert Michel. Collagen und Tuschzeichnungen, Galerie Loehr, Frankfurt, 1977
- Ausstellungsbeteiligung, Dada. Dada in Europa…, Städel, Frankfurt, 1977-1978
- Sammlung Bergmann-Michel. Collagen, Holzschnitte, Radierungen, Federzeichnungen, Städtische Galerie, Paderborn, 1978
- Ausstellungsbeteiligung,
- Paris-Berlin 1900-1930, Centre G. Pompidou, Paris (u. a.), 1978
- Robert Michel, Ella Bergmann-Michel, Kulturkreis Eppstein, 1980
- Robert Michel. Collages 1918-1930, Annely Juda Fine Art, London, 1982
- Ausstellungsbeteiligung, Kosmische Bilder in der Kunst des 20. Jahrhunderts, Kunsthalle Baden-Baden, 1983-1984
- Robert Michel. Works on Paper 1918-1939, Barbara Mathes Gallery, New York, 1984
- Robert Michel. Collagen 1918-1930, Galerie Skulima, Berlin, 1985
- Ausstellungsbeteiligung, Towards the Restructuring of the Universe one view of the 1920, Rachel Adler Gallery, New York, 1986
- Robert Michel, Ella Bergmann-Michel, Galerie Mühlenbusch, Düsseldorf, 1987
- Ella Bergmann-Michel, Robert Michel. Pioniere der Bildcollage, Paderborn, 1988
- Robert Michel, 1897-1983. Collagen, Malerei, Aquarelle, Zeichnungen, Druckgraphik, Reklame, Typographie, Entwürfe. Sprengel Museum Hannover, 11. Dezember 1988 bis 19. Februar 1989; Badischer Kunstverein Karlsruhe, 6. Juni bis 23. Juli 1989
- Ausstellungsbeteiligung, Magie der Zahl in der Kunst des 20. Jahrhunderts, Staatsgalerie, Stuttgart, 1997
- Robert Michel und Ella Bergmann-Michel. Museum Wiesbaden, 1999
- Robert Michel. Die Mechanik des Kosmos. Werke 1917-1933, Paderborn 18. Oktober 2014 bis 18. Januar 2015
- Ausstellungsbeteiligung, REVONNAH. Kunst der Avantgarde in HANNOVER, Sprengel Museum, Hannover, 2017-2018
- Ella Bergmann-Michel und Robert – Ein Künstlerpaar der Moderne, Sprengelmuseum, Hannover, 2018
- Ella Bergmann-Michel et Robert Michel - Le progrès à bras-le-corps, Galerie Eric Mouchet et Galerie Zlotowski, Paris, 2018
- Ausstellungsbeteiligung, Charlie Chaplin dans l'oeil des avant-gardes, Musée d'Arts de Nantes, 2019-2020